# Studenckie bazy namiotowe

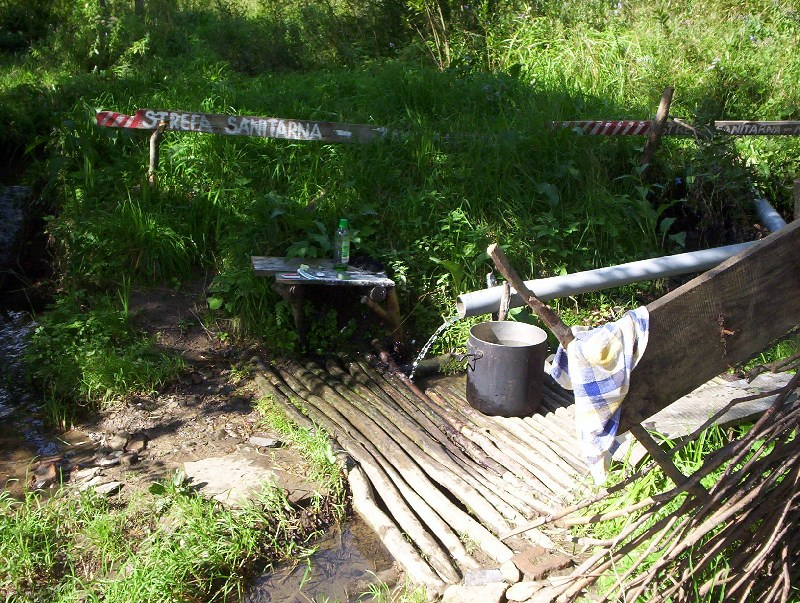
Myjnia, SBN Jawornik

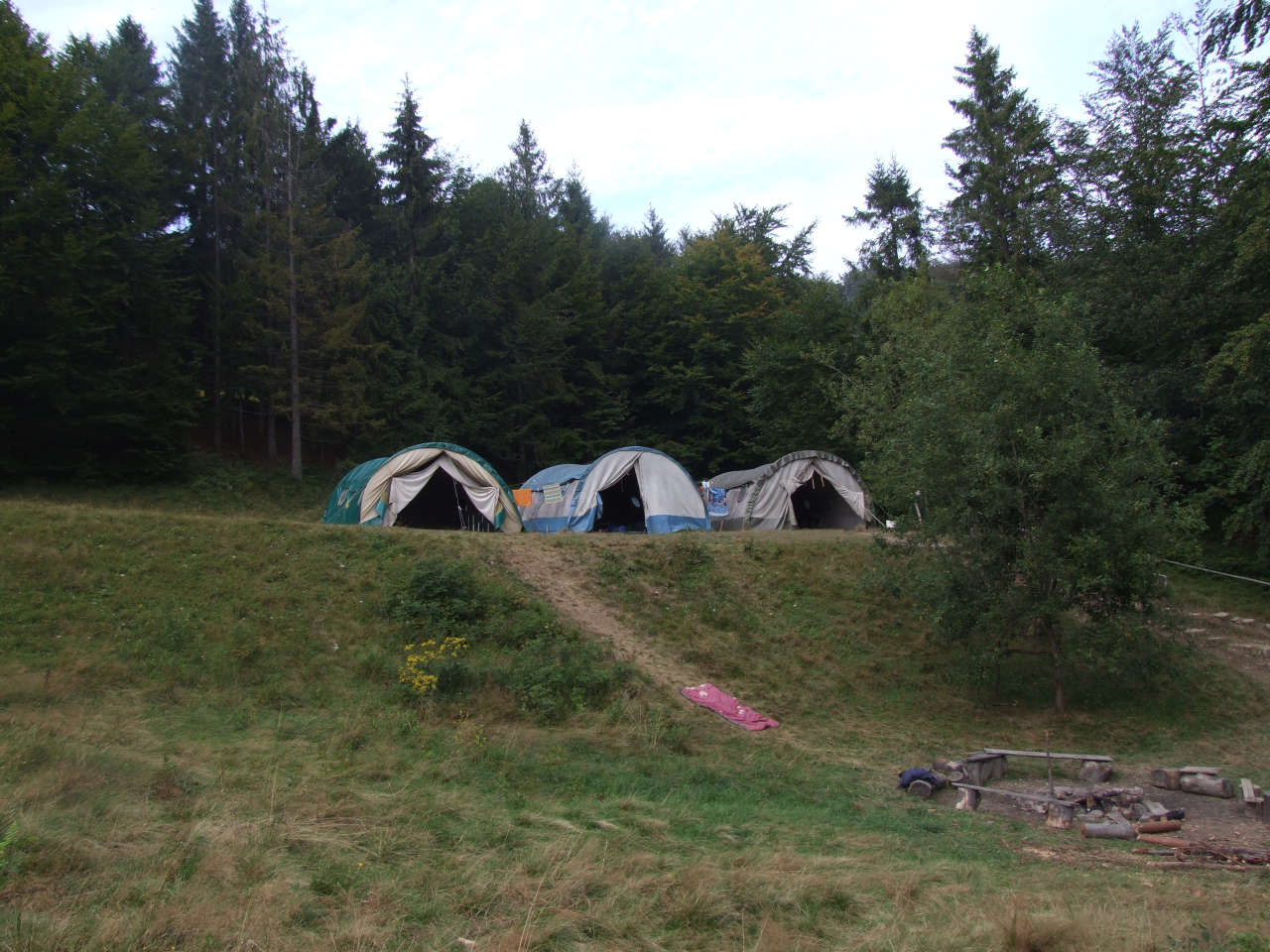
Baza namiotowa „Polana Waly”

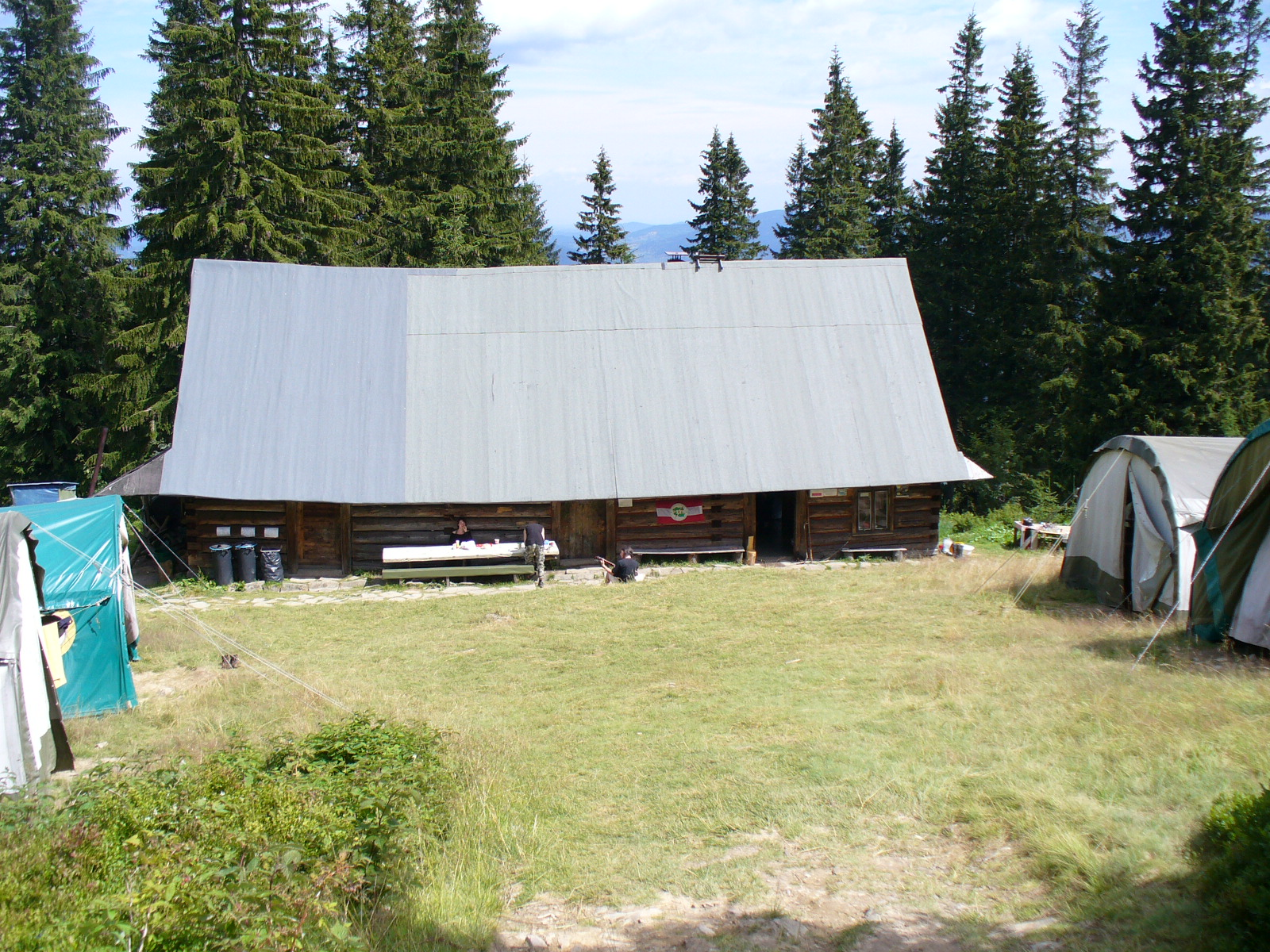
Bacówka na Hali Górowej

Studenckie bazy namiotowe – miejsca zapewniające podstawowe warunki obsługi turystów. Bazami opiekuje się PTTK poprzez Komisję Akademicką Zarządu Głównego PTTK.
Każda z baz pod opieką Komisji Akademickiej przestrzega „Regulaminu Schroniska Górskiego PTTK”.
Niektóre z obiektów (zrzeszone w Unii Baz) udzielają dodatkowych zniżek.

## Warunki pobytu
Każda baza, podobnie jak chatki studenckie, zapewnia minimum wygód:
- nocleg w namiocie bazowym (najczęściej 10 osobowe) lub własnym (zdarza się, że baza rozbita jest przy chatce studenckiej – wtedy można spać też pod „stabilnym dachem”),
- piec lub ognisko,
- przybory kuchenne (podstawowe),
- miejsce do pobrania wody pitnej (najczęściej płynący niedaleko strumień),
- miejsce do mycia (jak wyżej),
- toaletę.

W niektórych bazach znajduje się prysznic polowy z wodą ogrzewaną energią słoneczną.
W 2. połowie XX wieku, w okresie rozwoju Studenckich Kół Przewodnickich, bazy namiotowe stanowiły punkt zaopatrzeniowy oraz początkowy i końcowy dla wielodniowych rajdów.

## Bazy studenckie w polskich górach
| Baza namiotowa oraz położenie                                                     | Pasmo górskie           | Zdjęcie | Prowadzący                                                                                         |
| --------------------------------------------------------------------------------- | ----------------------- | ------- | -------------------------------------------------------------------------------------------------- |
| „Przysłop Potócki” Przysłop Potócki, pomiędzy Praszywką Wielką a Bendoszką Wielką | Beskid Żywiecki         |         | Oddział Uczelniany PTTK Gliwice                                                                    |
| „Hala Górowa” Hala Górowa, okolice Pilska                                         | Beskid Żywiecki         |         | Studenckie Koło Przewodników Beskidzkich w Katowicach                                              |
| „Głuchaczki” Głuchaczki, przełęcz Głuchaczki                                      | Beskid Żywiecki         |         | Studenckie Koło Przewodników Beskidzkich w Katowicach                                              |
| „Madejowe Łoże” Podwilk, dolina Bębeńskiego Potoku                                | Beskid Żywiecki (Orawa) |         | Studencki Klub Górski Warszawa                                                                     |
| „Gorc” stoki Gorca                                                                | Gorce                   |         | Studenckie Koło Przewodników Górskich w Krakowie                                                   |
| „Lubań” polana szczytowa Lubania                                                  | Gorce                   |         | Studenckie Koło Przewodników Górskich w Krakowie                                                   |
| „Polana Wały” Polana Wały, stoki Krzysztonowa                                     | Beskid Wyspowy          |         | Studenckie Koło Przewodników Beskidzkich w Katowicach                                              |
| „Pod Wysoką” Małe Pieniny, na Polanie pod Wysoką, nad Jaworkami i Wąwozem Homole  | Pieniny                 |         | Studenckie Koło Przewodników Beskidzkich w Łodzi                                                   |
| „Muszyna-Złockie” Złockie, pasmo Jaworzyny Krynickiej                             | Beskid Sądecki          |         | Studenckie Koło Przewodników Beskidzkich w Łodzi                                                   |
| „Regetów” Regetów, gmina Uście Gorlickie                                          | Beskid Niski            |         | Studenckie Koło Przewodników Beskidzkich w Warszawie                                               |
| „Radocyna” Radocyna, gmina Krempna                                                | Beskid Niski            |         | Studenckie Koło Przewodników Górskich w Krakowie                                                   |
| „Wisłoczek” Wisłoczek, gmina Rymanów                                              | Beskid Niski            |         | Studenckie Koło Przewodników Beskidzkich w Rzeszowie                                               |
| „Zawadka Rymanowska” Zawadka Rymanowska, gmina Dukla                              | Beskid Niski            |         | Studenckie Koło Przewodników Beskidzkich w Lublinie                                                |
| „Zyndranowa” Zyndranowa, gmina Dukla                                              | Beskid Niski            |         | Studenckie Koło Przewodników Beskidzkich w Rzeszowie                                               |
| „Rabe” Rabe, Bieszczady, dolina Rabiańskiego Potoku                               | Bieszczady              |         | Studencki Klub Podróżniczy „Czwórka” Warszawa Studenckie Koło Przewodników Beskidzkich w Warszawie |
| „Łopienka” Bieszczady, okolice Cisnej, dolina Łopienki                            | Bieszczady              |         | Akademicki Klub Turystyczny SGGW Warszawa                                                          |

## Bazy studenckie na nizinach
| Baza namiotowa oraz położenie  | Kraina geograficzna | Zdjęcie | Prowadzący                                         |
| ------------------------------ | ------------------- | ------- | -------------------------------------------------- |
| „Mościce” Mościce koło Witnicy | Kotlina Gorzowska   |         | Oddział PTTK Ziemi Gorzowskiej Gorzów Wielkopolski |

## Nieczynne bazy studenckie w polskich górach
- baza namiotowa przy Jaskini Radochowskiej – Góry Złote, nad wsią Radochów (do 2005)[21]
- Jawornik – Beskid Niski, gmina Komańcza (do 2002)[21]
- Wysowa-Zdrój, w ostatnich latach istnienia przeniesiona do Huty Wysowskiej – zlikwidowana[22] w 2006
- Lipowiec koło Jaślisk
- Barwinek (1974-1975)[23]
- Berehy Górne (1976 do końca lat 80.)[23]
- Cisna (1974)[23]
- Horodek nad Zalewem Solińskim (1974)[23]
- Komańcza (przed 1972 i od ok. 1982)[23]
- Krywe (do 1980)[23]
- Kołonice (1974-1980)[23]
- Ludwikowice Kłodzkie (do 2002)[21]
- na Łopienniku, przy chatce na Horodku (889 m n.p.m.)? (1974)[23]
- Maniów (1977)[23]
- Nowa Morawa (do 2000)[21]
- Nowa Wieś (II poł. lat 60.)[23]
- Otryt Górny (1974-1982?, przy schronisku Chata Socjologa)[23]
- Paniszczów (1974-1981)[23]
- Prełuki (1974-1981, przeniesiona do Komańczy)[23]
- Procisne (1981)[23]
- Roztoki Górne (Kiczery, od 1976 do końca lat 80.)[23]
- Solinka (1974)[23]
- Tworylne (od 1965 do końca lat 80.)[23]
- Tylicz (1965)[23]
- Ustrzyki Górne (od 1958 do końca lat 80.)[23]
- Wetlina, od 1965 Smerek[23]
- Wola Wyżna (od lat 60. do 1974)[23]
- Wołkowyja[23]
- Wołosate[23]
- Zagórz (od 1957 do końca lat 80.)[23]
- Zawoja („Jędruś”) (do 2002)[21]